# Shohei Yokoyama
Shohei Yokoyama (født 9. august 1993) er en japansk fodboldspiller.
Han har spillet for flere forskellige klubber i sin karriere, herunder Thespakusatsu Gunma og FC Machida Zelvia.